# Hughie Jennings
Hugh Ambrose Jennings (Pittston, Pensilvania, 2 de abril de 1869-Scranton, Pensilvania, 1 de febrero de 1928), más conocido como Hughie Jennings, fue un jugador profesional estadounidense de béisbol que se desempeñó en la posición de campocorto en las Grandes Ligas de Béisbol (MLB). Es miembro del Salón de la Fama del Béisbol.

## Carrera
Jennings jugó como profesional tres temporadas en Louisville Colonels (1891-1893), después pasó por varios equipos, Baltimore Orioles (1893-1899), Brooklyn Dodgers (1899-1900), Philadelphia Phillies (1901-1903), luego regresó a Brooklyn Dodgers (1903), y finalmente, se unió a Detroit Tigers, donde jugó cinco temporadas (1907, 1909-1910, 1912, 1918), y fue el equipo en el que se retiró.

## Reconocimiento
En 1945, ingresó como miembro al Salón de la Fama del Béisbol.